# Vannozza Cattanei
Giovanna dei Cattanei, conocida como Vannozza Cattanei (Mantua, 13 de julio de 1442-24 de noviembre de 1518), fue la principal de las muchas amantes del papa Alejandro VI. Su relación duró largo tiempo y fue la única mujer de la cual el papa Alejandro reconoció a sus hijos, dando origen al linaje de los famosos Borgia. Sus padres fueron Jacopo de Candia, Conde de Cattanei, y Mencia Pinctoris.

## Relación con el cardenal Rodrigo Borgia y descendencia
Vannozza tuvo cuatro esposos. El primero de ellos fue Domenico Giannozzi d'Arignano (1430-1476), Señor de Arignano, con quien contrajo nupcias hacía 1474. Su segundo marido sería Antonio da Brescia. En 1480 se desposaría por tercera vez con Giorgio della Croce; con quien tendría un hijo llamado Ottaviano (1482-1486). Al de nuevo enviudar se casaría con Carlo Canale.  
En 1470 comenzó su relación con el aún cardenal Rodrigo Borgia. Tuvieron cuatro hijos, creando la línea de la Casa de Borgia de Roma:
- Juan, II duque de Gandía (1474-1497), casado con María Enríquez de Luna, con quien procreó a Juan II, tercer duque de Gandía, a su vez, padre de Francisco de Borja, tercer general de los jesuitas.

- César (1475-1507), casado con Carlota de Albret, con quien tuvo una hija legítima llamada Luisa.

- Lucrecia (1480-1519), casada, por este orden, con Giovanni Sforza, señor de Pésaro, Alfonso de Aragón, príncipe de Salerno y duque de Bisceglie, y Alfonso I d'Este, Duque de Ferrara. De los últimos dos matrimonios tuvo Lucrecia descendencia legítima; en el segundo matrimonio fue madre de Rodrigo, Duque de Bisceglie, y en el tercer, de Hércules II e Hipólito II. A través de su tercer matrimonio, Lucrecia, y por ende su padre Alejandro VI, tienen descendencia en muchas de las actuales familias reales europeas.

- Godofredo (o Jofré Borja) (1481/1482-1517), casado con Sancha de Aragón y Gazela, hermana de Alfonso de Aragón, esposo de Lucrecia, ambos hijos del rey Alfonso II de Nápoles.

Después de su proclamación como papa, la pasión por Vannozza por parte de Rodrigo disminuyó, lo que obligó a su amante a tener una vida retirada, pero cómoda. Su lugar fue ocupado por Julia Farnesio, de la familia de los Orsini, pero Alejandro VI siguió teniendo cariño hacia Vannozza tanto como a sus hijos. 
Murió el 26 de noviembre de 1518, después de una vida de penitencia y expiación durante sus últimos años, donando todos sus bienes a la Iglesia. Fue enterrada en la iglesia de Santa María del Popolo, donde reposaba su hijo Juan. Sin embargo, de los restos de ambos no se conserva traza alguna, ya que durante el Saqueo de Roma en 1527 por parte de los lansquenetes alemanes, la capilla fue expoliada y despojada de sus riquezas. Sólo se recuperó la lápida sepulcral, que se fijó en el pórtico de la iglesia de San Marco, frente al Campidoglio.

## Filmografía

### Serie
| Año  | Serie de televisión | Director            | Actriz         |
| ---- | ------------------- | ------------------- | -------------- |
| 2011 | The Borgias         | Neil Jordan         | Joanne Whalley |
| 2011 | Borgias             | Oliver Hirschbiegel | Assumpta Serna |

### Película
| Año  | Película   | Director          | Personaje     |
| ---- | ---------- | ----------------- | ------------- |
| 2006 | Los Borgia | Antonio Hernández | Ángela Molina |